# Scutogona mutica
Scutogona mutica es una especie de miriápodo cordeumátido de la familia Anthroleucosomatidae endémica de la península ibérica (España).